# 英緬混血兒
英緬混血兒，又稱盎格魯-緬甸人，是指出生在英屬緬甸的英國人和當地英裔人和緬甸人的混血兒，約有52,000人。
這些人多是緬甸是英國殖民地時英國行政管理人員和當地女人的後裔，在緬甸獨立後他們為保護他們的家庭，多皈依佛教和採用緬甸式名稱。但也有一些移民英國和世界各地。在緬甸的根據1982年緬甸公民法他們屬準公民。